# Städteschnellverkehr
Der Städteschnellverkehr war eine Bezeichnung für besondere Schnellzugverbindungen der Deutschen Reichsbahn (DR) im Verkehr zwischen Ost-Berlin und wichtigen anderen Städten der DDR. Das 1960 eingeführte Angebot wurde ab 1976 durch den Städteexpress ergänzt und teilweise ersetzt. Im Mai 1989 wurde der Städteschnellverkehr als Angebotsbezeichnung abgeschafft.

## Geschichte
Im Oktober 1960 führte die DR einen Städteschnellverkehr ein, der die Hauptstadt der DDR, Berlin, mit einer Reihe von weiteren großen Städten in der DDR verband. Gegenüber den meisten normalen Schnellzügen mit Y-Wagen hatten diese weniger Halte und geringere Fahrzeiten.
In den Kursbüchern tauchte die Bezeichnung Städteschnellverkehr für diese Züge erst Ende der 1960er Jahre auf. Etwa zeitgleich stellte die DR ihr Zugnummernsystem um. Die Züge des Städteschnellverkehrs erhielten dreistellige Nummern im Bereich von 100 bis 199. Die Züge fuhren meistens entweder frühmorgens und trafen zwischen 8 und 10 Uhr in Berlin oder an den anderen Zielorten ein, oder am späten Nachmittag mit Ankunft am Abend.
Im Einzelnen verkehrten 1975 täglich folgende Züge:
| Zugnummer | Zuglauf                                                                                         | Verkehrszeit |
| --------- | ----------------------------------------------------------------------------------------------- | ------------ |
| D 100     | Gera – Zeitz – Leipzig – Flughafen Berlin-Schönefeld – Berlin-Schöneweide                       | morgens      |
| D 106     | Leipzig – Flughafen Berlin-Schönefeld – Berlin-Lichtenberg                                      | abends       |
| D 107     | Berlin-Schöneweide – Flughafen Berlin-Schönefeld – Leipzig – Zeitz – Gera                       | abends       |
| D 120     | Berlin-Lichtenberg – Oranienburg – Waren (Müritz) – Rostock                                     | morgens      |
| D 121     | Rostock – Waren (Müritz) – Oranienburg – Berlin-Lichtenberg                                     | morgens      |
| D 126     | Berlin Ostbahnhof – Oranienburg – Waren (Müritz) – Rostock                                      | abends       |
| D 127     | Rostock – Neustrelitz – Oranienburg – Berlin-Ostbahnhof                                         | nachmittags  |
| D 150     | Meiningen – Suhl – Erfurt – Halle – Flughafen Berlin-Schönefeld – Berlin-Lichtenberg            | morgens      |
| D 151     | Berlin-Schöneweide – Flughafen Berlin-Schönefeld – Halle – Erfurt                               | morgens      |
| D 156     | Erfurt – Halle – Flughafen Berlin-Schönefeld – Berlin-Schöneweide                               | abends       |
| D 157     | Berlin-Schöneweide – Flughafen Berlin-Schönefeld – Halle – Erfurt – Arnstadt – Suhl – Meiningen | abends       |
| D 170     | Dresden Hbf – Dresden-Neustadt – Flughafen Berlin-Schönefeld – Berlin Ostbahnhof                | morgens      |
| D 171     | Berlin Ostbahnhof – Flughafen Berlin-Schönefeld – Dresden-Neustadt – Dresden Hbf                | morgens      |
| D 176     | Dresden Hbf – Dresden-Neustadt – Flughafen Berlin-Schönefeld – Berlin Ostbahnhof                | abends       |
| D 177     | Berlin Ostbahnhof – Flughafen Berlin-Schönefeld – Dresden-Neustadt – Dresden Hbf                | abends       |

Teilweise wechselten die Berliner Haltebahnhöfe (Lichtenberg, Ostbahnhof und Schöneweide) im Laufe der Zeit, die Züge in Richtung Süden hielten zudem in Flughafen Berlin-Schönefeld. Außer in Dresden (Halte in Hauptbahnhof und Neustadt) bedienten die Züge ansonsten nur die jeweiligen Hauptbahnhöfe.
Im Jahre 1976 wurde ein neues Produkt, der Städteexpress eingeführt. Ein Teil der Züge des Städteschnellverkehrs wurde durch die neuen Städteexpresszüge ersetzt, ein Teil blieb weiterhin im Angebot. Da der bisherige Zugnummernbereich von den Städteexpresszügen belegt wurde, erhielten die Städteschnellverkehrszüge Nummern im Bereich zwischen 1000 und 1099.
Während die Städteexpresszüge stets morgens nach Berlin und am späten Nachmittag zurückfuhren, verkehrten die Städteschnellverkehrszüge zu unterschiedlichen Zeiten. Teilweise (Richtung Dresden oder Rostock) fuhren sie morgens von Berlin und nachmittags oder abends zurück, teilweise (Richtung Meiningen–Erfurt oder Gera–Leipzig) etwa eine Stunde versetzt zu den Städteexpresszügen. Anders als die nur montags bis freitags verkehrenden Städteexpresszüge waren die des Städteschnellverkehrs meist täglich unterwegs.
Im Jahre 1980 gab es folgende Züge des Städteschnellverkehrs:
| Zugnummer | Zuglauf                                                                                       | Verkehrszeit |
| --------- | --------------------------------------------------------------------------------------------- | ------------ |
| D 1000    | Gera – Zeitz – Leipzig – Flughafen Berlin-Schönefeld – Berlin Ostbahnhof                      | morgens      |
| D 1007    | Berlin Ostbahnhof – Flughafen Berlin-Schönefeld – Leipzig – Zeitz – Gera                      | abends       |
| D 1020    | Berlin-Lichtenberg – Oranienburg – Neustrelitz – Waren (Müritz) – Rostock                     | morgens      |
| D 1027    | Rostock – Neustrelitz – Oranienburg – Berlin-Ostbahnhof                                       | nachmittags  |
| D 1050    | Meiningen – Suhl – Erfurt – Weimar – Halle – Flughafen Berlin-Schönefeld – Berlin-Schöneweide | morgens      |
| D 1051    | Berlin-Lichtenberg – Flughafen Berlin-Schönefeld – Halle – Weimar – Erfurt                    | abends       |
| D 1056    | Erfurt – Weimar – Halle – Flughafen Berlin-Schönefeld – Berlin-Lichtenberg                    | abends       |
| D 1057    | Berlin-Schöneweide – Flughafen Berlin-Schönefeld – Halle – Weimar – Erfurt – Suhl – Meiningen | abends       |
| D 1066    | Leipzig – Flughafen Berlin-Schönefeld – Berlin-Lichtenberg                                    | abends       |
| D 1071    | Berlin-Schöneweide – Flughafen Berlin-Schönefeld – Dresden-Neustadt – Dresden Hbf.            | morgens      |
| D 1076    | Dresden Hbf. – Dresden Neustadt – Flughafen Berlin-Schönefeld – Berlin-Schöneweide            | abends       |

Im Unterschied zum expresszugzuschlagpflichtigen Städteexpress waren die Züge des Städteschnellverkehrs mit normalem Schnellzug-Zuschlag benutzbar, die Fahrzeiten beider Zuggattungen unterschieden sich jedoch kaum. Die Städteschnellverkehrszüge verkehrten mit den üblichen Schnellzugwagen ohne besonderes Design. Sie führten manchmal einen Speisewagen, meistens einen Buffetwagen.
Mit der Erweiterung des Städteexpressangebotes um Züge, die morgens Berlin verließen und nachmittags zurückfuhren, wurde die Zahl der Städteschnellverkehrszüge weiter reduziert. 1988/89 fuhren noch folgende Städteschnellverkehrszüge:
| Zugnummer | Zuglauf                                                                                                  | Verkehrszeit                               |
| --------- | --- | ------------------------------------------ |
| D 1000    | Gera – Zeitz – Leipzig – Flughafen Berlin-Schönefeld – Berlin-Baumschulenweg                             | morgens                                    |
| D 1007    | Berlin Hauptbahnhof – Flughafen Berlin-Schönefeld – Leipzig – Zeitz – Gera                               | abends                                     |
| D 1020    | Berlin-Lichtenberg – Oranienburg – Neustrelitz – Waren (Müritz) – Rostock                                | morgens                                    |
| D 1027    | Rostock – Neustrelitz – Oranienburg – Berlin-Lichtenberg                                                 | nachmittags                                |
| D 1050    | Meiningen – Suhl – Arnstadt – Erfurt – Weimar – Halle – Flughafen Berlin-Schönefeld – Berlin-Lichtenberg | morgens, im Sommer tgl., im Winter Mo–Sa   |
| D 1057    | Berlin-Schöneweide – Flughafen Berlin-Schönefeld – Halle – Weimar – Erfurt – Arnstadt – Suhl – Meiningen | abends, im Sommer tgl., im Winter außer Sa |

Noch vor der politischen Wende wurde zum Fahrplanwechsel im Mai 1989 die Bezeichnung Städteschnellverkehr abgeschafft und die Züge ins normale Angebot der Deutschen Reichsbahn integriert. Sie bekamen dabei auch andere Zugnummern.